# Высокский сельсовет (Курская область)
Высо́кский сельсовет — муниципальное образование со статусом сельского поселения в Медвенском районе Курской области Российской Федерации.
Административный центр — село Высокое.

## История
Статус и границы сельсовета установлены Законом Курской области от 21 октября 2004 года № 48-ЗКО «О муниципальных образованиях Курской области».
Законом Курской области от 26 апреля 2010 года № 26-ЗКО в состав сельсовета включены населённые пункты упразднённого Спасского сельсовета.

## Население
| 2002  | 2010  | 2012  | 2013  | 2014  | 2015  | 2016  |
| ----- | ----- | ----- | ----- | ----- | ----- | ----- |
| 1006  | ↗1458 | ↗1479 | ↘1473 | ↘1469 | ↗1490 | ↗1500 |
| 2017  | 2018  | 2019  | 2020  | 2021  |       |       |
| ↘1491 | ↗1496 | ↘1485 | ↗1518 | ↘1410 |       |       |

## Состав сельского поселения
| №  | Населённый пункт       | Тип населённого пункта       | Население |
| -- | ---------------------- | ---------------------------- | --------- |
| 1  | 1-я Переверзевка       | деревня                      | ↘71       |
| 2  | 2-я Переверзевка       | деревня                      | ↘14       |
| 3  | Андриановка            | деревня                      | ↘0        |
| 4  | Воробжа                | хутор                        | ↘0        |
| 5  | Высокое                | село, административный центр | ↘457      |
| 6  | Звягинцево             | деревня                      | ↘120      |
| 7  | Кондратьевка           | деревня                      | ↘105      |
| 8  | Кондратьевские Выселки | хутор                        | ↘22       |
| 9  | Константиновка         | деревня                      | ↘78       |
| 10 | Ленинская Искра        | село                         | ↘112      |
| 11 | Свиридов               | хутор                        | ↘69       |
| 12 | Спасские Выселки       | хутор                        | ↘73       |
| 13 | Спасское               | деревня                      | ↘328      |
| 14 | Спокоевка              | хутор                        | ↗9        |